# Call me
 For alternative betydninger, se Call me (flertydig). (Se også artikler, som begynder med Call me)
Call Me er navnet på et dansk teleselskab, der har markedsført sig på lave priser. Den primære forretning er mobilabonnementer, salg af mobiltelefoner og mobilt bredbånd, og selskabet har i dag over 250.000 kunder og 65 medarbejdere[kilde mangler].
Call Me blev oprettet i 1997 som Debitel Danmark; et navn, man havde købt retten til at anvende i Danmark af et tysk selskab med samme navn. I februar 2007 købte teleselskabet TeliaSonera virksomheden for 1.046 mio. kr. og øgede dermed TeliaSoneras markedsandel i Danmark fra 20 til 25%.  
I 2008 ændrede den daværende direktør Søren Abildgaard strategien for Call Me til et rent online teleselskab, og fjernede derved de tidligere fysiske adresser. Samme år ændredes navnet til det nuværende.